# Ryō Ōishi
Ryō Ōishi (jap. 大石 玲, Ōishi Ryō; * 13. Juli 1977 in der Präfektur Shizuoka) ist ein ehemaliger japanischer Fußballspieler.

## Karriere
Ōishi erlernte das Fußballspielen in der Schulmannschaft der Shimizu Commercial High School. Seinen ersten Vertrag unterschrieb er 1996 bei Shimizu S-Pulse. Der Verein spielte in der höchsten Liga des Landes, der J1 League. Für den Verein absolvierte er zwei Erstligaspiele. 1999 wechselte er zum Drittligisten Mito HollyHock. Danach spielte er bei Sun Miyazaki (2000–2003) und FC Ryukyu (2004–2005). Ende 2005 beendete er seine Karriere als Fußballspieler.

## Erfolge
Shimizu S-Pulse
- J.League Cup

Sieger: 1996
- Kaiserpokal

Finalist: 1998